# 纽瓦克 (特拉华州)
紐瓦克（IPA：ˈnuˌɑrk）是美國特拉華州第三大城市，位於紐卡斯爾縣，面積為24.37平方公里，均爲陸地，2006年時人口為30,060人。
是特拉華大學的所在地。

## 历史
纽瓦克由苏格兰-爱尔兰和威尔士定居者于1694年建立。该镇于1758年获得英国国王乔治二世的特许后正式成立。
学校在纽瓦克的历史中发挥了重要作用。一所文法学校由弗朗西斯·艾莉森于1743年创立，于1765年从宾夕法尼亚州省的新伦敦迁至纽瓦克，成为纽瓦克学院（Newark College）。学校的第一批毕业生中有三位签署《独立宣言》的人：乔治·里德、托马斯·麦基恩和詹姆斯·史密斯。其中两人，Read和McKean，继续在特拉华州以他们的名字命名学校：George Read中学和Thomas McKean高中。
在美国独立战争期间，英国和美国军队在纽瓦克城外的库奇桥战役中发生冲突。传统学界认为，库奇桥之战是星条旗在战斗中飘扬的第一个实例。
1833年，该州授予一所新学校的特许状，该学校名为纽瓦克学院（Newark Academy）。纽瓦克学院（Newark Academy）和纽瓦克学院（Newark College）于次年合并，成为特拉华学院。学校于1859年被迫关闭，但在11年后根据莫里尔法案恢复了活力，当时它成为特拉华州和学校董事会的合资企业。1913年，根据立法法案，特拉华学院成为特拉华州的唯一所有权。1921年学校更名为特拉华大学。
纽瓦克于1758年获得乔治二世国王的许可，可举办半年一次的集市和每周的农产品交易市场。1798年左右，纽瓦克首家大型工业企业成立了一家造纸厂。这家工厂，最终被称为柯蒂斯造纸厂，是美国最古老的造纸厂，直到1997年关闭。卫理公会于1812年建造了第一座教堂，铁路于1837年抵达。
纽瓦克的主要就业和收入来源之一是克莱斯勒纽瓦克装配厂，该厂建于1951年。牙买加雷鬼明星鲍勃马利在1960年代在特拉华州短暂任职期间，曾在该厂担任装配线工人。[8]该工厂最初是为美国陆军制造坦克而建造的，面积为340万平方英尺（约33万平方米）。它在2008年雇佣了1100名员工，低于2005年的2115人。这一转变主要是由于正在生产的Durango和Aspen车型的销量下降。该工厂存在50多年，为特拉华州提供就业机会和收入。这家工厂在运营期间生产了各种各样的汽车模型。因为2008年金融危机，该工厂关闭。

## 人口
| 调查年                | 人口   | 备注 | %±    |
| --------------------- | ------ | ---- | ----- |
| 1860                  | 787    |      | —     |
| 1870                  | 915    |      | 16.3% |
| 1880                  | 1,148  |      | 25.5% |
| 1890                  | 1,191  |      | 3.7%  |
| 1900                  | 1,213  |      | 1.8%  |
| 1910                  | 1,913  |      | 57.7% |
| 1920                  | 2,183  |      | 14.1% |
| 1930                  | 3,899  |      | 78.6% |
| 1940                  | 4,502  |      | 15.5% |
| 1950                  | 6,731  |      | 49.5% |
| 1960                  | 11,404 |      | 69.4% |
| 1970                  | 21,298 |      | 86.8% |
| 1980                  | 25,247 |      | 18.5% |
| 1990                  | 25,098 |      | −0.6% |
| 2000                  | 28,547 |      | 13.7% |
| 2010                  | 31,454 |      | 10.2% |
| 2020                  | 30,601 |      | −2.7% |
| U.S. Decennial Census |        |      |       |

根据2000年美国人口普查，纽瓦克有28547人，8989户，以及4494个家庭。当时的人口密度是每平方英里3198.6人(约1235.7人每平方公里)。城市里有9294个住宅单元，平均每平方英里有1041.4个(每平方公里约有402.3个2). 城市种族构成为87.9%的 白人，6.00%的黑人，0.16%的印第安人，4.07%的亚裔，0.05%的太平洋岛民，0.86%的其他种族，以及1.57%的多种族人口。任何族裔的西语裔或拉丁裔占人口的2.53%。16.8%的人是爱尔兰人，13.5%的人是意大利人，13.4%的人是德国人，10.2%的人是英国人以及5.1%的波兰人。